# Beleg van Breslau
Het beleg van Breslau, ook bekend als de slag om Breslau  (Duits Schlacht um Breslau), was een poging van de Duitse strijdkrachten in de eindfase van de Tweede Wereldoorlog in Europa om een verdedigingslinie langs de rivier de Oder op te zetten. Het doel was om de insluiting van het belangrijke knooppunt Breslau te voorkomen en de tot "Vesting Breslau" verklaarde stad te verdedigen. Deze activiteiten begonnen op 23 januari 1945, toen het het Rode Leger van de Sovjet-Unie lukte bruggenhoofden te vestigen bij Oppeln en bij Ohlau, beide ten zuidoosten van Breslau ten westen van de Oder. De daaropvolgende strijd om de stad begon op 15 februari met de omsingeling ervan in het kader van het Neder-Silezische offensief en eindigde op 6 mei met de gedeeltelijke overgave aan het Sovjetische 6e Leger.

## Verloop
De slag om Breslau werd uitgevochten tussen de Duitse legergroep Mitte (Midden) onder Ferdinand Schörner en het 1e Oekraïense Front onder leiding van Ivan S. Konev. Hierbij stond het Duitse 17e Leger (onder leiding van Friedrich Schulz en later Wilhelm Hasse) tegenover het Sovjet 3e Garde Gemechaniseerde Leger (Pavel Rybalko en het Sovjet 6e Leger (Vladimir Gloezdovski). 
In de stad Breslau was een deel van de 269e Infanteriedivisie omsingeld, die niet meer de sterkte van een divisie had maar alleen nog de sterkte van gevechtsgroepen. De tot vesting verklaarde stad had een sterke verdediging van minimaal 24.000 man. Deze waren onderverdeeld in de minder strijdvaardige soldaten van de Volkssturm, specialisten van de wapenfabrieken en andere dienstplichtigen van de nationaalsocialistische staatsorganisaties. Tot de meer strijdvaardigen behoorden nieuw opgestelde Wehrmacht-eenheden (grotendeels frontverlofgangers en soldaten van vervangingscompagnieën) en die van de Waffen-SS.
Tot 7 maart 1945 had generaal-majoor Hans von Ahlfen het bevel over de zogenaamde Vesting Breslau, daarna (tot de overgave) generaal der infanterie Hermann Niehoff. De politiek verantwoordelijke in de vesting was gouwleider Karl Hanke, die ook bevelhebber was van de in Breslau gestationeerde Volkssturmtroepen.

## Vesting Breslau
Op bevel van de Rijksverdedigingscommissaris en propagandaminister Joseph Goebbels had Hanke in alle Wehrmachteenheden het nationaalsocialistische leiderschap geactiveerd als politiek orgaan. Voor het vestingcommando was de NS-leiderschapsfunctionaris (NSFO) van Bürck verantwoordelijk met bijzondere bevoegdheden. De belangrijkste taak van deze politieke afdeling was vooral om de inlichtingendienst voor de Wehrmacht te controleren, en het moraal te verhogen door propaganda, en de politieke overtuiging van de soldaten en officieren te controleren.

## Evacuatie
Op 20 januari riep gouwleider Hanke de niet-dienstplichtige bevolking op om de tot vesting verklaarde stad onmiddellijk te verlaten. Het was een zeer koude winter; daardoor zat Breslau vol met mensen, velen waren de afgelopen weken uit dorpen en steden ten oosten van de Oder laagvlakte in grote groepen hier naartoe gevlucht. Velen uit de rest van het westelijke rijk hadden hier al sinds de laatste oorlogsjaren gewoond en waren tot nu toe gespaard gebleven van bombardementen door vijandige vliegtuigen. Iedereen moest de vestingstad snel verlaten. Er was echter helemaal geen evacuatie van de stad voorbereid. Op de eerste dag heerste paniek op de treinstations. De treinen konden de massa's niet bevatten. Daarop beval gouwleider Hanke dat vrouwen en kinderen te voet naar het zuidwestelijke omliggende gebied bij Kostenblut (Kostomłoty) en Kanth moesten trekken. Tijdens de paniekerige vlucht bij vorst en sneeuw kwamen duizenden kinderen en ouderen om het leven door de kou. Als gevolg van deze gebeurtenissen weigerden veel Breslauers de stad te verlaten. Ongeveer 200.000 niet-gevechtsklare mannen en vrouwen, evenals jonge meisjes en jongens van de Hitler-Jugend, bleven in de stad.
De noordelijke en oostelijke buitenwijken van Breslau werden gedwongen ontruimd omdat men hier de eerste aanval van de Sovjet-troepen verwachtte. In de verlaten huizen kwamen in de daaropvolgende dagen Wehrmacht en Volkssturm zich vestigen. Het politieke gezag lag in handen van de partijorganen en hun commandant, de gouwleider. Met het evacuatiebevel voor de burgerbevolking liet gouwleider Hanke ook alle kantoren en instellingen die niet strikt noodzakelijk waren voor de vestingverdediging, verplaatsen naar andere gebieden van het rijk. Veel leerlingen vertrokken ook met hun leraren uit de stad: de universiteit, de universitaire klinieken, het technicum, het botanisch instituut en de museumfaciliteiten werden verplaatst. Ook de geestelijken werden gevraagd de stad te verlaten.

## Overgave

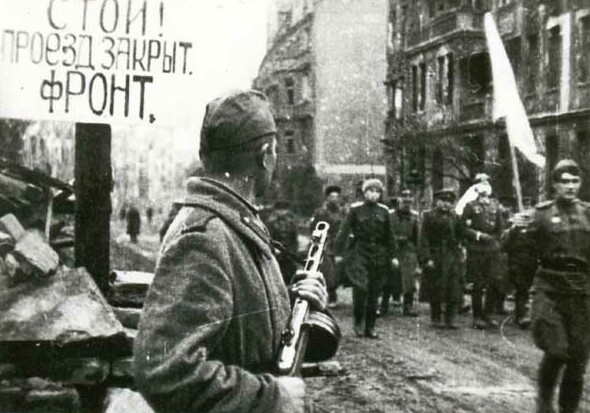
De Duitse onderhandelingsdelegatie op 6 mei 1945

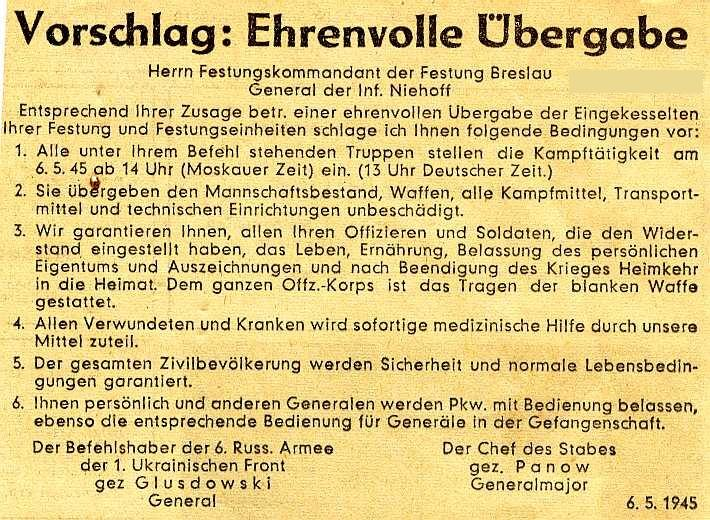
Toezeggingen van het Rode Leger voor de overgave van de Wehrmacht in Breslau

Breslau gaf zich op 6 mei 1945 over, vier dagen nadat de laatste verdedigers van Berlijn de wapens hadden neergelegd.
Voor de overgebleven bevolking, die wekenlang had geleden onder dwangarbeid, belegering, gevechten en vernietiging, bracht de overgave geen verlichting. Ziekenhuizen en riolering waren vernietigd, epidemieën verspreidden zich gezien de catastrofale omstandigheden. Daarbij kwamen plunderingen, aanvallen en de massale verkrachtingen van vrouwen en meisjes van alle leeftijden door het Rode Leger.
Volgens schattingen van de Britse historicus Norman Davies kwamen in de strijd om Breslau in totaal 170.000 burgers, 6.200 Duitse en 13.000 Sovjet-soldaten om het leven. Er raakten 12.000 Duitse en 33.000 Sovjet-soldaten gewond. Andere schattingen suggereren dat er 20.000 gedode burgers waren.
Generaal Niehoff gaf zich over en verbleef tien jaar lang als krijgsgevangene in Sovjet-gevangenschap.
- Bibliothèque nationale de France: cb125609121 (data)
- Gemeinsame Normdatei: 4383796-7
- Library of Congress Control Number: sh95001978
- Nationale Bibliotheek van Israël: 987007539678805171